# Giulio Pasquati
Giulio Pasquati (Padova, XVI secolo – XVII secolo) è stato un attore teatrale italiano.
Il 31 luglio 1573, al Belvedere di Ferrara, partecipò alla prima rappresentazione dell'Aminta. Il Tasso, allora ventinovenne, aveva addestrato egli stesso a una recitazione insolita per i comici della Compagnia dei Gelosi: insieme alla Piissimi, oltre a Pasquati, recitarono Simone da Bologna e Rinaldo Petignoni.
Nel 1574 Pantalone della compagnia dei Gelosi si esibiva a Milano. Successivamente si spostò a Venezia, a Vienna (1576), in Francia (1577), a Mantova (1582) e nuovamente a Vienna (1585).
Fu poi nella compagnia degli Andreini dal 1599 al 1604.